# Canadá en los Juegos Olímpicos de Atlanta 1996
Canadá estuvo representado en los Juegos Olímpicos de Atlanta 1996 por un total de 304 deportistas que compitieron en 25 deportes.  
La portadora de la bandera en la ceremonia de apertura fue la atleta Charmaine Crooks.

## Medallistas
El equipo olímpico canadiense obtuvo las siguientes medallas:
| Nombre | Deporte               | Competición                        |
| --- | --------------------- | ---------------------------------- |
| Oro |                       |                                    |
| Donovan Bailey | Atletismo             | 100 m M                            |
| Robert Esmie Glenroy Gilbert Bruny Surin Donovan Bailey                                                                                                | Atletismo             | 4 × 100 m M                        |
| Kathleen Heddle Marnie McBean | Remo                  | Doble scull (W2x) F                |
| Plata |                       |                                    |
| David Defiagbon | Boxeo                 | Pesado (91 kg) M                   |
| Alison Sydor | Ciclismo de montaña   | Campo a través F                   |
| Brian Walton | Ciclismo en pista     | Carrera por puntos M               |
| Guivi Sissaouri | Lucha libre           | 57 kg M                            |
| Marianne Limpert | Natación              | 200 m estilos F                    |
| Erin Woodley Kasia Kulesza Cari Read Janice Bremner Lisa Alexander Sylvie Fréchette Valerie Hould-Marchand Karen Clark Christine Larsen Karen Fonteyne | Natación sincronizada | Equipos F                          |
| Caroline Brunet | Piragüismo            | K1 500 m F                         |
| Derek Porter | Remo                  | Scull ind. (M1x) M                 |
| Silken Laumann | Remo                  | Scull ind. (W1x) F                 |
| Brian Peaker David Boyes Gavin Hassett Jeffrey Lay | Remo                  | Cuatro ligero sin timonel (LM4-) M |
| Tosha Tsang Anna van der Kamp Heather McDermid Jessica Monroe Emma Robinson Alison Korn Theresa Luke Maria Maunder Lesley Thompson (t)                 | Remo                  | Ocho con timonel (W8+) F           |
| Bronce |                       |                                    |
| Curtis Harnett | Ciclismo en pista     | Velocidad ind. M                   |
| Clara Hughes | Ciclismo en ruta      | Ruta F                             |
| Clara Hughes | Ciclismo en ruta      | Contrarreloj F                     |
| Curtis Myden | Natación              | 200 m estilos M                    |
| Curtis Myden | Natación              | 400 m estilos M                    |
| Diane O'Grady Laryssa Biesenthal Kathleen Heddle Marnie McBean                                                                                         | Remo                  | Cuatro scull (W4x) F               |
| Annie Pelletier | Saltos                | Trampolín 3 m                      |
| John Child Mark Heese | Vóley playa           | Torneo M                           |